# Ulaski (wieś w powiecie makowskim)
Ulaski – wieś sołecka w Polsce położona w województwie mazowieckim, w powiecie makowskim, w gminie Czerwonka.
W latach 1975–1998 miejscowość należała administracyjnie do województwa ostrołęckiego.